# 2019–2020-as magyar női kézilabda-bajnokság (első osztály)
A 2019–2020-as magyar női kézilabda-bajnokság a bajnokság 69. kiírása volt. A szezon 2019. augusztus 29-én kezdődött, a címvédő a Győri Audi ETO volt.
A bajnokság ezen kiírásában is a 2016-ban bevezetett rendszer szerint 14 csapat vett részt a szezon küzdelmeiben. A 26 fordulósra tervezett alapszakaszban oda-visszavágós rendszerben játszott minden csapat egymással, majd a tabella első helyén végző csapat nyerte volna a bajnoki címet, míg az utolsó két helyezett csapat kiesett volna a másodosztályba.
A koronavírus-járvány miatt a bajnokságot 2020 áprilisában félbeszakították. Bajnokot nem avattak.
A bajnokság két újonca a Szent István SE és a Szombathelyi KKA volt.

## Résztvevő csapatok
| Klub név                  | Székhely        | Előző szezon  |
| ------------------------- | --------------- | ------------- |
| Alba Fehérvár KC          | Székesfehérvár  | 7.            |
| EUbility Group Békéscsaba | Békéscsaba      | 12.           |
| DVSC SCHAEFFLER           | Debrecen        | 6.            |
| Dunaújvárosi Kohász KA    | Dunaújváros     | 9.            |
| Érd                       | Érd             | 4.            |
| FTC-Rail Cargo Hungaria   | Budapest        | 2.            |
| Győri Audi ETO KC         | Győr            | 1.            |
| Kisvárda Master Good SE   | Kisvárda        | 8.            |
| Mosonmagyaróvári KC SE    | Mosonmagyaróvár | 10.           |
| MTK Budapest              | Budapest        | 11.           |
| Siófok KC                 | Siófok          | 3.            |
| Szent István SE           | Budapest        | NB1/B keleti  |
| Szombathelyi KKA          | Szombathely     | NB1/B nyugati |
| GVM Europe-Vác            | Vác             | 5.            |

Vastagon kiemelve a címvédő.

### Csapatok adatai
| Csapat              | Klubelnök          | Vezetőedző        | Mezgyártó | Főszponzor                             |
| ------------------- | ------------------ | ----------------- | --------- | -------------------------------------- |
| Alba Fehérvár       | Balassi Imre       | Deli Rita         | hummel    | tippmix, Avis                          |
| Békéscsabai Előre   | Szabó Károly       | Horváth Roland    | Ziccer    | tippmix, bmw-glass.hu, Budapest Bank   |
| Debreceni VSC       | Köstner Vilmos     | Köstner Vilmos    | adidas    | tippmix, Schaeffler, Riska             |
| Dunaújvárosi Kohász | Szemenyei István   | György László     | hummel    | tippmix, BH                            |
| Érd                 | dr. Boldog Anna    | Szabó Edina       | 2RULE     | tippmix                                |
| Ferencvárosi TC     | Kubatov Gábor      | Elek Gábor        | Nike      | tippmix, Rail Cargo Hungaria, Budapest |
| Győri Audi ETO      | dr. Bartha Csaba   | Danyi Gábor       | adidas    | Audi, Győr, tippmix                    |
| Kisvárda            | Major Tamás        | Bakó Botond       | hummel    | tippmix, Master Good, Volkswagen       |
| Mosonmagyaróvár     | Horváth Cs. Attila | Bognár Róbert     | adidas    | tippmix, EU-FIRE Kft.                  |
| MTK Budapest        | Deutsch Tamás      | Golovin Vlagyimir | Nike      | tippmix                                |
| Siófok KC           | Fodor János        | Tor Odvar Moen    | hummel    | tippmix, Peszter                       |
| Szent István SE     | Bognár László      | Vojkovics Gyula   | Erima     | tippmix                                |
| Szombathely         | Pődör Zoltán       | Marosán György    | Erima     | tippmix                                |
| Vác                 | Kirsner Erika      | Szilágyi Zoltán   | hummel    | tippmix, GVM                           |

### Csapatok száma megyénkénti bontásban
| # | Megye | Megye                        | Csapatok száma | Csapat(ok)                               |
| - | ----- | ---------------------------- | -------------- | ---------------------------------------- |
| 1 |       | Budapest                     | 3              | Ferencvárosi TC, MTK, Szent István SE    |
| 2 |       | Fejér megye                  | 2              | Alba Fehérvár KC, Dunaújvárosi Kohász KA |
| 2 |       | Győr-Moson-Sopron megye      | 2              | Győri Audi ETO, Mosonmagyaróvári KC SE   |
| 2 |       | Pest megye                   | 2              | Érd NK, Váci NKSE                        |
| 4 |       | Békés megye                  | 1              | Békéscsabai Előre NKSE                   |
| 4 |       | Hajdú-Bihar megye            | 1              | DVSC SCHAEFFLER                          |
| 4 |       | Somogy megye                 | 1              | Siófok KC                                |
| 4 |       | Szabolcs-Szatmár-Bereg megye | 1              | Kisvárdai KC                             |
| 4 |       | Vas megye                    | 1              | Szombathelyi KKA                         |

## Az alapszakasz

### Tabella
| #   | Csapat                  | M  | GY | D | V  | G+ – G– | GK   | P  | Megjegyzések |
| --- | ----------------------- | -- | -- | - | -- | ------- | ---- | -- | ------------ |
| 1.  | Győri Audi ETO KC       | 20 | 19 | 0 | 1  | 713–483 | +230 | 38 |              |
| 2.  | Siófok KC               | 18 | 15 | 1 | 2  | 608–427 | +181 | 31 |              |
| 3.  | FTC-Rail Cargo Hungaria | 18 | 13 | 3 | 2  | 579–454 | +125 | 29 |              |
| 4.  | DVSC SCHAEFFLER         | 18 | 11 | 3 | 4  | 560–514 | +46  | 25 |              |
| 5.  | Váci NKSE               | 19 | 11 | 2 | 6  | 559–533 | +26  | 24 |              |
| 6.  | Érd                     | 18 | 11 | 0 | 7  | 586–509 | +77  | 22 |              |
| 7.  | MTK Budapest            | 20 | 8  | 3 | 9  | 569–616 | −47  | 19 |              |
| 8.  | Dunaújvárosi Kohász KA  | 19 | 7  | 2 | 10 | 480–520 | −40  | 16 |              |
| 9.  | Mosonmagyaróvári KC SE  | 19 | 6  | 2 | 11 | 495–547 | −52  | 14 |              |
| 10. | Kisvárdai KC            | 19 | 5  | 3 | 11 | 456–526 | −70  | 13 |              |
| 11. | Szombathelyi KKA        | 18 | 6  | 1 | 11 | 466–558 | −92  | 13 |              |
| 12. | Alba Fehérvár KC        | 18 | 4  | 1 | 13 | 453–553 | −100 | 9  |              |
| 13. | Békéscsabai ENKSE       | 18 | 2  | 1 | 15 | 480–567 | −87  | 5  |              |
| 14. | Szent István SE         | 18 | 0  | 2 | 16 | 458–655 | −197 | 2  |              |

Utolsó frissítés: 2020. március 8. 
Forrás: https://www.mksz.hu/v2h/013/002/p_002.asp?p_verseny_kod_al=135&p_verseny_kod_evad_al=7&p_kezilabda__evad_kod=7&p_fo_cim=NB%20I%20n%F5i%20feln%F5tt 
A rangsorolás alapszabályai: 1. összpontszám, 2. egymás elleni eredmények összpontszáma, 3. egymás elleni eredmények gólkülönbsége, 4. egymás elleni eredmények szerzett góljainak száma, 5. gólkülönbség, 6. szerzett gólok száma.
(B): Bajnokcsapat, (K): Kieső csapat, (F): Feljutó csapat, (I): Kupainduló, (R): A rájátszás győztese, (KGY): Kupagyőztes

### Eredmények
| Hazai \ Vendég1         | ALB   | BÉK   | DKKA  | DVSC  | ÉRD   | FTC   | GYŐR  | KIS   | MOS   | MTK   | SIÓ   | SZI   | SZO   | VÁC   |
| Alba Fehérvár KC        |       | 28–25 | 22–23 | 30–33 |       | 17–25 | 22–28 | 32–25 | 29–27 |       |       | 29–26 | 33–34 |       |
| Békéscsabai Előre NKSE  |       |       | 27–29 | 25–33 |       | 24–39 | 19–30 |       | 25–27 | 32–23 |       | 34–34 |       | 29–31 |
| Dunaújvárosi Kohász KA  |       | 32–27 |       |       | 25–26 | 24–30 | 21–34 | 24–19 | 27–20 | 27–32 |       | 33–22 |       | 35–36 |
| DVSC SCHAEFFLER         | 30–22 | 32–30 | 24–24 |       | 33–29 |       |       |       | 32–26 |       | 30–39 | 39–32 | 30–18 | 29–30 |
| Érd                     | 35–25 | 36–29 | 26–28 | 29–33 |       | 28–31 |       |       | 39–24 | 36–24 | 27–21 | 50–23 | 38–21 |       |
| FTC-Rail Cargo Hungaria |       |       | 31–23 | 30–30 | 33–32 |       | 27–28 | 30–22 | 30–20 | 36–22 | 24–26 |       | 40–17 |       |
| Győri Audi ETO KC       | 49–23 | 45–28 | 30–19 | 36–28 | 39–28 |       |       | 45–19 |       | 38–21 | 27–24 | 33–22 |       | 33–24 |
| Kisvárdai KC            | 29–20 | 32–26 |       | 28–28 | 27–29 | 21–31 |       |       |       | 24–26 | 20–32 | 30–27 | 25–23 | 24–24 |
| Mosonmagyaróvári KC SE  | 30–25 | 29–28 | 29–22 |       | 22–29 |       | 21–35 | 24–24 |       | 24–23 |       | 40–23 |       | 28–29 |
| MTK Budapest            | 36–30 | 29–27 | 27–27 | 36–33 | 40–35 | 36–36 | 25–31 |       | 27–27 |       | 26–37 |       | 35–27 | 23–32 |
| Siófok KC               | 40–15 | 34–17 | 35–19 |       |       | 31–31 | 34–29 | 26–17 | 38–26 |       |       | 45–26 | 40–21 |       |
| Szent István SE         |       |       |       | 24–33 |       | 26–45 | 23–47 | 26–31 |       | 26–37 | 19–39 |       | 24–28 | 27–27 |
| Szombathelyi KKA        | 29–29 | 24–28 | 23–18 |       |       |       | 27–41 | 23–30 | 32–26 |       | 26–36 | 35–28 |       | 30–36 |
| Váci NKSE               | 29–22 |       |       | 26–30 |       | 27–30 | 28–35 | 30–19 | 30–25 | 31–21 | 27–31 |       | 31–28 |       |

Utolsó felvett mérkőzés dátuma: 2020. március 8. 
Forrás:  
1A hazai csapatok a bal oldali oszlopban szerepelnek.
Színek: Zöld = hazai győzelem; Sárga = döntetlen; Piros = vendéggyőzelem.
 